# 片岡尚
片岡 尚（かたおか なお、 1972年12月7日 - ）は、日本の実業家。株式会社GENDA代表取締役社長、ギャガ株式会社代表取締役会長。東京都出身。

## 略歴
東京都出身。東京都立西高等学校を経て、慶應義塾大学経済学部を卒業。
1995年、ジャスコ株式会社（現・イオン (企業)）入社。2004年株式会社イオンファンタジーに転籍し、2008年同社取締役、2013年代表取締役社長に就任し、2015年にはアミューズメント施設運営業界で店舗数、売上高ともに世界一となった。2017年よりイオンエンターテイメント株式会社代表取締役社長を兼務。
2018年5月、プライベートエクイティファンドの株式会社ミダスキャピタルから出資を受け、株式会社ミダスエンターテイメントを申真衣と共同創業。2019年9月より代表取締役会長に就任。2020年9月にGENDAに商号変更。
2020年12月、セガグループからセガ エンタテイメントの株式を取得し、株式会社GENDA SEGA Entertainment（現・GENDA GiGO Entertainment）に商号変更し、取締役会長に就任（兼任）。2023年4月に退任。
2023年7月、東証グロース市場に株式会社GENDAを上場。2023年12月、ギャガ株式会社代表取締役会長に就任（兼任）。
2025年4月、株式会社GENDA代表取締役社長に就任。

## 主な役職
- 株式会社イオンファンタジー 代表取締役社長
- イオンエンターテイメント株式会社 代表取締役社長
- 株式会社GENDA 代表取締役社長
- 株式会社GENDA GiGO Entertainment 取締役会長
- ギャガ株式会社 代表取締役会長
- 株式会社GENDA Capital  取締役会長[10]

## 人物像
大学在学中に、生涯エンターテイメントの世界に身を投じる意思を固める。大学卒業後はエンターテイメント事業を運営する企業を探し、アミューズメント施設を展開するジャスコ株式会社（現・イオン (企業)）に入社するも、鳥取の家電売場に配置される。その後、当時アミューズメント事業部の役員が巡回するタイミングを見計らい、履歴書を持参し、アミューズメント事業部への異動を直訴し、株式会社イオンファンタジーの設立と同時に転籍を実現。
2013年に株式会社イオンファンタジーの代表取締役社長に就任し、2015年にはセガやナムコを抜いてアミューズメントオペレーターとして世界一の規模を実現。2017年にはイオンエンターテイメント株式会社の社長も兼務。
世界一のエンターテイメント企業を創るために、イオンファンタジー及びイオンエンターテイメントの社長を退任。元々知り合いであった吉村英毅が代表を務めるミダスキャピタルからの出資を受け、2018年5月にGENDAの前進となるミダスエンターテイメントを申真衣と起業。